# Kitakami (Fluss)
Der Kitakami (japanisch 北上川, Kitakami-gawa, dt. „nördlicher, oberer Fluss“) ist ein Fluss auf der japanischen Hauptinsel Honshū. 
Er ist 249 km lang und hat ein Einzugsgebiet von 10.150 km², das sich über die Präfekturen Iwate und Miyagi erstreckt. Das Einzugsgebiet ist das größte in der Region Tohoku sowie das viertgrößte landesweit. Zur Edo-Zeit wurde er vor allem zum Transport von Reis in die Hauptstadt Edo benutzt. Als Hochwasserschutzmaßnahme wurde der Fluss auf Höhe der Stadt Tome in zwei Nebenarme geteilt. Während der Kyūkitakami im Stadtzentrum von Ishinomaki in die Sendai-Bucht fließt, mündet der Shinkitakami in die Oppa-Bucht.

## Verlauf des Flusses
Der Kitakami durchfließt folgende Orte:
- Präfektur Iwate:
  - Landkreis Iwate
    - Iwate
    - Takizawa

  - Morioka
  - Landkreis Shiwa
    - Yahaba
    - Shiwa

  - Hanamaki
  - Kitakami
  - Landkreis Isawa
    - Kanegasaki

  - Ōshū
  - Landkreis Nishi-Iwai
    - Hiraizumi

  - Landkreis Higashi-Iwai
  - Ichinoseki
    - Fujisawa
- Präfektur Miyagi:
  - Tome
  - Ishinomaki